# Glyphodes cymocraspeda
Glyphodes cymocraspeda is een vlinder uit de familie van de grasmotten (Crambidae), uit de onderfamilie van de Spilomelinae. De wetenschappelijke naam van deze soort is voor het eerst voorgesteld als Margaronia cymocraspeda door Edward Meyrick in een publicatie uit 1932.
De soort komt voor in Fiji.